# Dino Stalker
Dino Stalker, connu au Japon sous le nom Gun Survivor 3: Dino Crisis (ガンサバイバー3 ディノクライシス, Gansabaibā 3 Dinokuraishisu), est un jeu vidéo de tir au pistolet développé par Capcom Production Studio 3 et édité conjointement par Capcom et Namco en 2002 sur System 246. La série est un spin-off de Resident Evil, l'opus est basé sur l'histoire et l'univers de Dino Crisis.
Troisième opus de la série Gun Survivor, bien que les jeux de cette franchise soient des dérivés de Resident Evil, Dino Stalker est le seul dans la série à n'avoir aucun lien avec Resident Evil.
Le jeu a été porté sur PlayStation 2,.

## Accueil
- Jeux vidéo Magazine : 15/20[3]